# Meriola cetiformis
Espèce
Synonymes
- Trachelas cetiformis Strand, 1908
- Trachelas quadripunctatus Mello-Leitão, 1922
- Trachelas caxambuensis Mello-Leitão, 1926
- Trachelas distinctus Mello-Leitão, 1941
- Cetonana cinerea Mello-Leitão, 1941
- Meriola arequipa Gertsch, 1942
- Cetonana lissopalpus Mello-Leitão, 1943

Meriola cetiformis est une espèce d'araignées aranéomorphes de la famille des Trachelidae.

## Distribution
Cette espèce se rencontre au Pérou, au Chili, en Bolivie, en Argentine, en Uruguay et au Brésil.

## Description
Le mâle décrit par Platnick et Ewing en 1995 mesure 5,82 mm et la femelle 5,64 mm.

## Systématique et taxinomie
Cette espèce a été décrite sous le protonyme Trachelas cetiformis par Strand en 1908. Elle est placée dans le genre Meriola par Platnick et Ewing en 1995 qui dans le même temps placent Trachelas quadripunctatus, Trachelas caxambuensis, Trachelas distinctus, Cetonana cinerea, Meriola arequipa et Cetonana lissopalpus en synonymie.

## Publication originale
- Strand, 1908 : « Exotisch araneologisches.-I. Amerikanische hauptsächlich in Peru, Bolivien und Josemitetal in Californien gesammelte Spinnen. » Zeitschrift für die gesammten Naturwissenschaften, vol. 61, no 5, p. 223-295 (texte intégral).